# Escuela de Ingeniería Forestal de Pontevedra
La Escuela de Ingeniería Forestal de Pontevedra es un centro universitario fundado en 1990 en la ciudad española de Pontevedra  y con sede en el campus de A Xunqueira, en el norte de la ciudad.
La facultad pertenece al Campus Universitario de Pontevedra, integrado en el Sistema Universitario de Galicia y dependiente de la Universidad de Vigo. Oferta estudios de ingeniería forestal de grado.

## Historia
La Escuela de Ingenieros Forestales de Pontevedra fue creada en 1990 por el Decreto 416/1990, de 31 de julio, de la Consejería de Educación de Galicia, en su artículo 15, con la denominación de Escuela Universitaria de Ingenieros Técnicos de Industrias Forestales. El mismo decreto autorizó la expedición del título de Ingeniero Técnico de Industrias Forestales a la Escuela.
La creación de la Escuela de Ingeniería Forestal en la ciudad estuvo estrechamente ligada a la tradición forestal de Pontevedra. El municipio capitalino y la comarca de Pontevedra estuvieron vinculadas al sector forestal desde las primeras décadas del siglo XX. La Misión Biológica de Galicia se estableció en Pontevedra en 1928 y el Centro Forestal de Lourizán estuvo ubicado en Lourizán desde 1943, cuando la Diputación Provincial de Pontevedra cedió el Pazo de Lourizán al Ministerio de Educación para ser utilizado como centro regional de enseñanza, investigación y experiencias forestales, que se convirtió en la Escuela Técnica Superior de Montes en 1946.
El primer plan de estudios de la Escuela de Ingeniería Forestal del Campus Universitario de Pontevedra se aprobó el 16 de julio de 1991 y la escuela comenzó a funcionar en el curso académico 1991-1992.
Inicialmente, la Escuela estuvo alojada provisionalmente en un local cedido por la Escuela de Formación de Profesorado de E.G.B. (la antigua Escuela de Magisterio, cerca del río Lérez, en la Avenida de Buenos Aires) y no se trasladó a su sede definitiva, un edificio propio en el campus de A Xunqueira, hasta 1996. El 14 de octubre de 1995, el edificio, diseñado por el arquitecto José Ramón Rúa Rodríguez, estaba prácticamente terminado y se convirtió en el primer edificio universitario construido en el campus de A Xunqueira.
En 1999, por Decreto 216/1999, de 15 de julio de la Consejería de Educación de Galicia, en su artículo 3, la escuela pasó a denominarse Escuela Universitaria de Ingeniería Técnica Forestal. En 2011, por Decreto 14/2011, de 3 de febrero, la escuela pasó a llamarse definitivamente Escuela de Ingeniería Forestal, denominación que conserva en la actualidad.
En 2019, el grado de ingeniería forestal de la escuela se convirtió en la cuarta titulación universitaria gallega en obtener el sello de calidad internacional EUR-ACE en ingeniería.

## Titulaciones

### Estudios de grado
- Grado en Ingeniería forestal.[2] Las especialidades ofertadas son Industrias forestales y Explotaciones forestales.

### Estudios de máster
- Máster en Incendios Forestales. Ciencia y Gestión Integral (a partir del curso académico 2025/26).[13][14]

## Instalaciones
Los servicios administrativos del Campus Universitario de Pontevedra y el punto de entrega y recogida de documentación (LERD) del Sistema Universitario de Galicia están ubicados en la Escuela de Ingeniería Forestal. La organización Erasmus Students Network para estudiantes Erasmus también tiene una sede en Pontevedra ubicada en la Escuela.

## Actividades
La Escuela de Ingeniería Forestal organiza y acoge diversas actividades. En noviembre de 2019 se celebraron en el centro las III Jornadas Gallegas de Patrimonio Natural y Biodiversidad con diferentes conferencias sobre temas como las mareas rojas, la contaminación lumínica, la conservación de especies como las salamandras o los osos, o la gestión forestal y paisajística. En abril de 2025 se celebró la Semana Forestal con un programa combinando conferencias, mesas de debate y rutas ambientales.
Asimismo, en julio de 2025 la escuela acoge el XXIV Simposio Internacional de Botánica Criptogámica sobre organismos vegetales sin flores tras 30 años sin celebrarse en Galicia, en el que se analizan los retos de la botánica criptogámica frente al cambio climático.

## Cultura
El patrón de la facultad es San Leandro y la facultad celebra su festividad en abril.
El 30 de abril de 2025, la escuela acogió el acto de inauguración de una escultura donada por el CIFP de Cantería de Galicia, con sede en el vecino municipio de Poyo, a la Escuela de Ingeniería Forestal. La obra, realizada por el alumnado del centro, fue entregada con motivo de una jornada de confraternidad promovida por la Delegación del Alumnado, en colaboración con la propia escuela. Desde ese día, la escultura permanece instalada ante la entrada principal del centro.

## Galería de imágenes

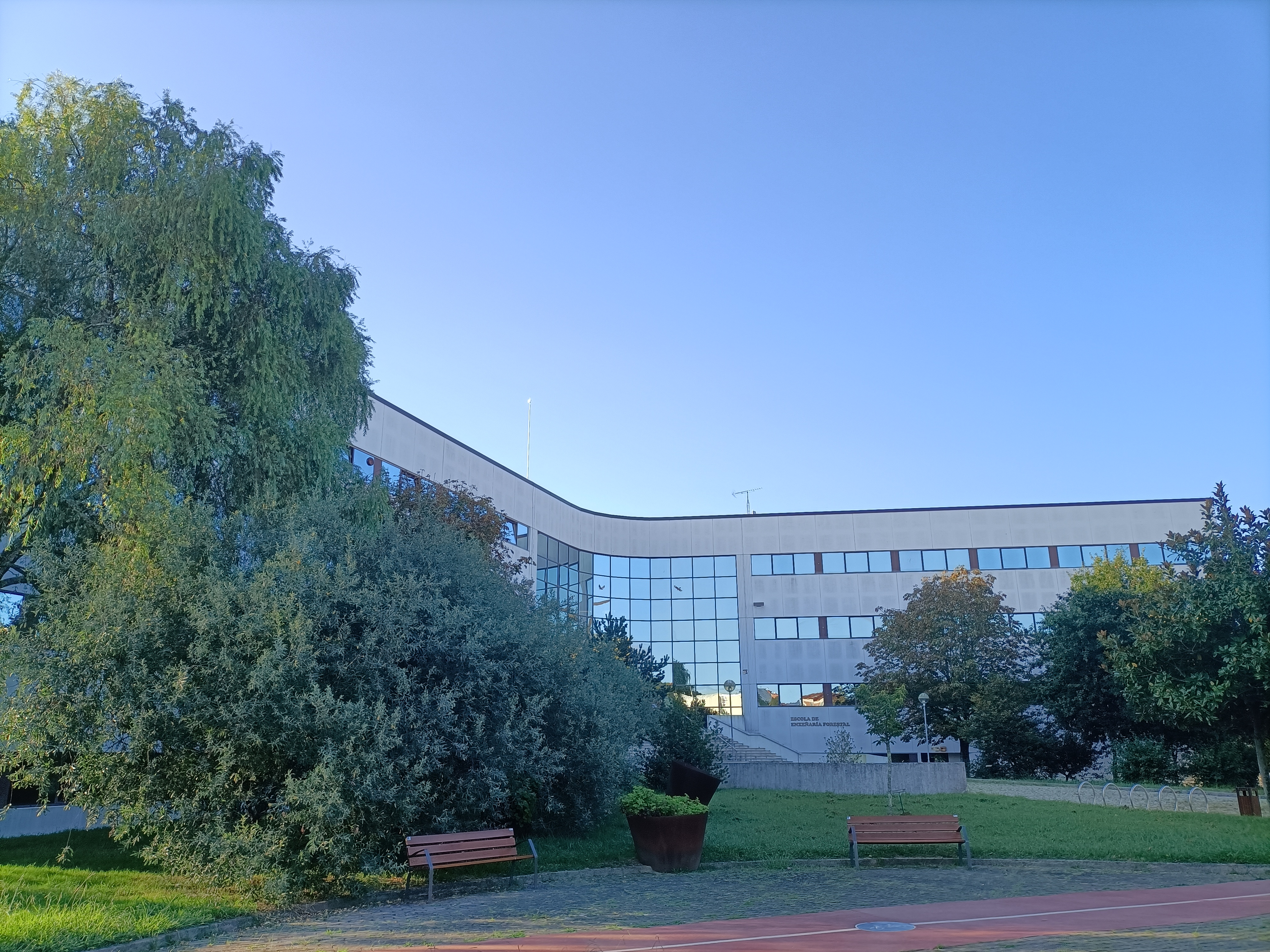
Fachada principal (oeste)
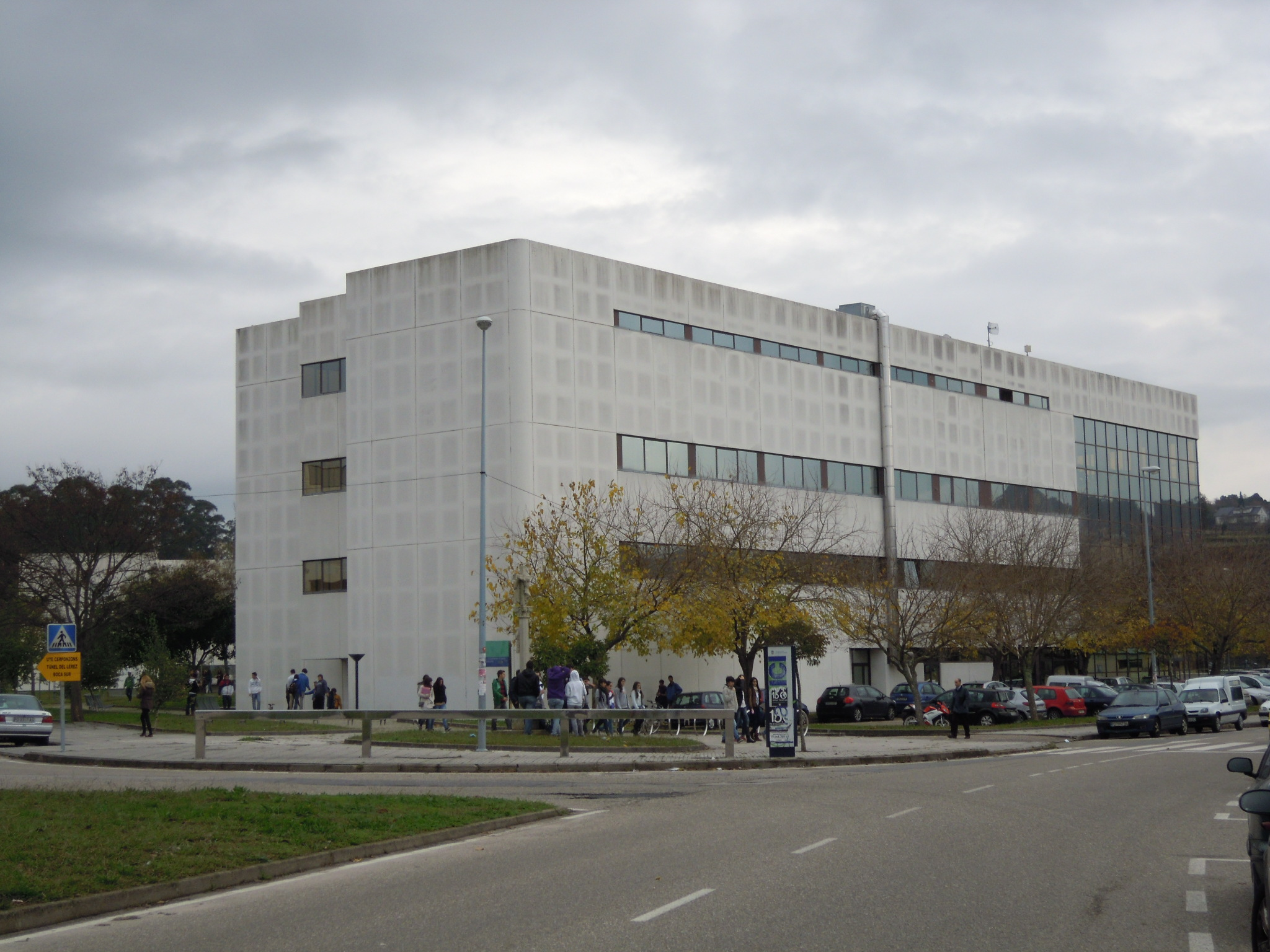
Fachada sureste
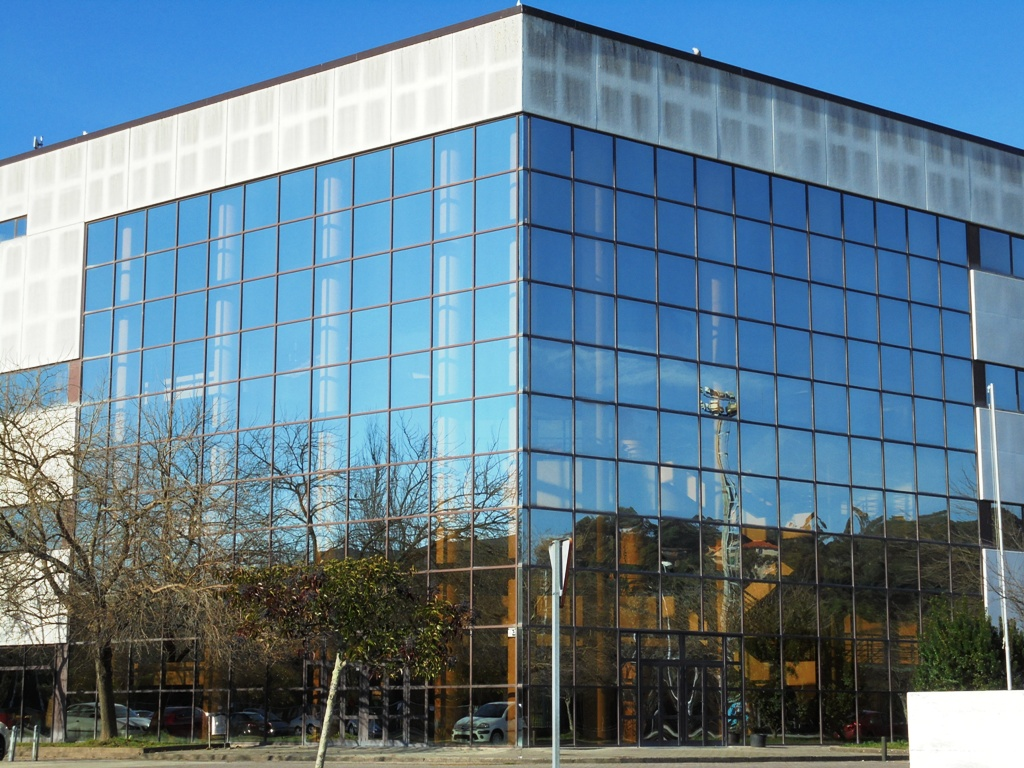
Detalle de la fachada sur
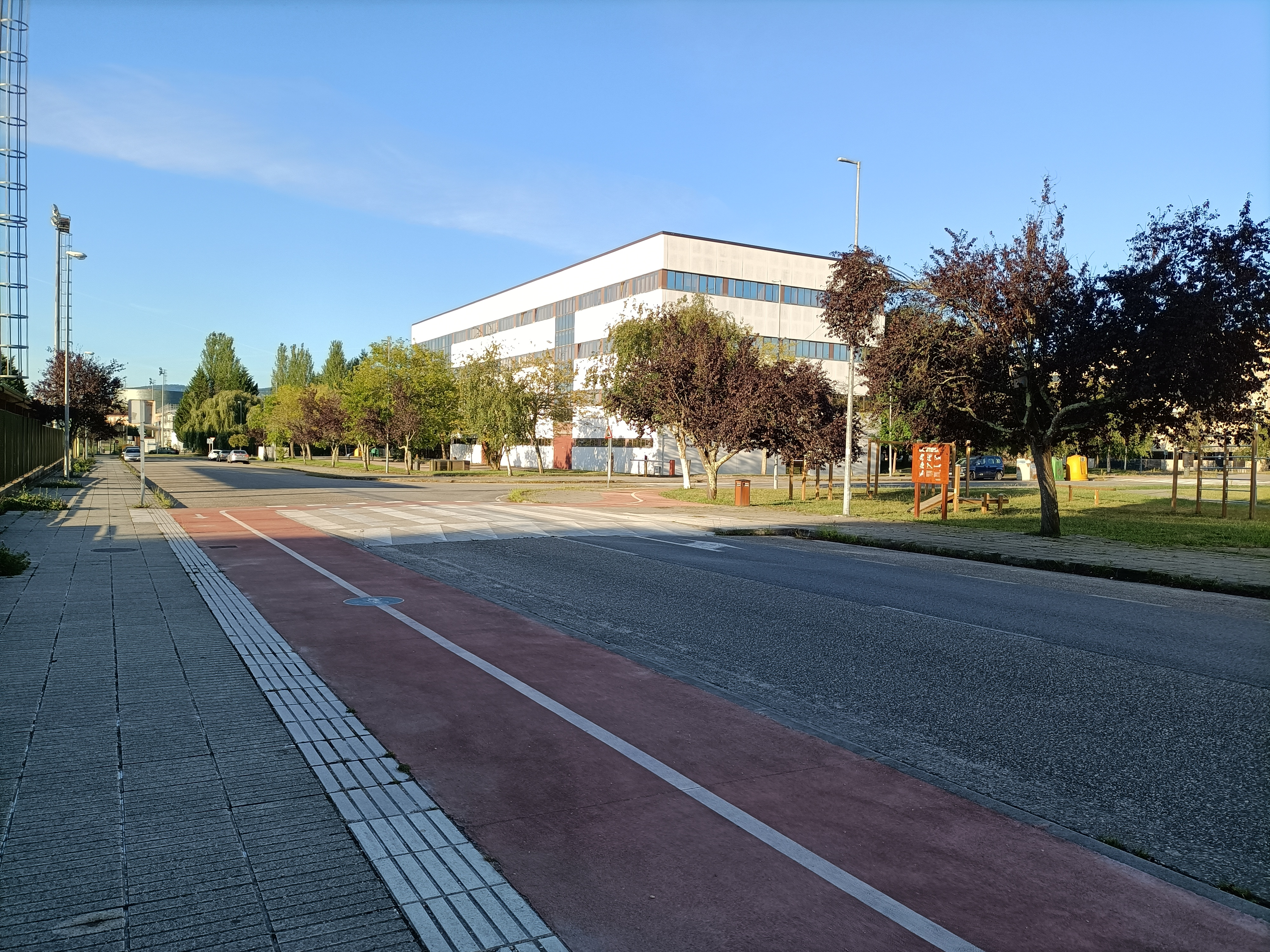
Fachadas este y norte y carril bici